# Cesena (ballet)
Pour les articles homonymes, voir Cesena.
Cesena est un ballet de danse contemporaine de la chorégraphe belge Anne Teresa De Keersmaeker écrit en collaboration avec Björn Schmelzer pour treize danseurs de la compagnie Rosas et un ensemble vocal de six chanteurs, qui prolonge En atendant (2010) pour former un diptyque avignonnais, non seulement en raison du contexte des commandes, mais aussi parce qu'il trouve une cohérence musicale et thématique autour du schisme médiéval entre Rome et Avignon.
La création mondiale a eu lieu le 16 juillet 2011 lors du Festival d'Avignon et la pièce est présentée en tournée internationale de 2011 à 2012.

## Création du projet
Après le succès critique de En atendant créé dans le Cloître des Célestins en 2010 lors du Festival d'Avignon, Anne Teresa De Keersmaeker décide durant le deuxième semestre 2010 de lui ajouter un pendant lumineux afin de constituer un diptyque cohérent autour de la musique de l'Ars subtilior du XIVe siècle qu'elle avait découvert pour la création du premier volet,. En effet, si En atendant constituait un ballet sombre marqué pour sa scénographie par l'utilisation de la lumière déclinante du soleil couchant et pour sa symbolique par les évènements tragiques de ce siècle avec lesquels De Keersmaeker traçait un parallèle contemporain,, la chorégraphe a voulu pour Cesena s'attaquer à un versant plus lumineux et optimiste avec des représentations programmées à 4h30 du matin, suivant l'arrivée de la lumière, et procédant d'une renaissance symbolique. Le titre de la pièce renvoie toutefois au massacre perpétré du 1er au 3 juillet 1377 à Césène, ville du nord de l'Italie, par des troupes de mercenaires bretons et français menées par John Hawkwood au service des États pontificaux, un épisode de la guerre des Huit Saints.
Au-delà de la constitution de ce diptyque fondé sur la musique polyphonique médiévale, Anne Teresa De Keersmaeker poursuit avec cette pièce ses recherches chorégraphiques très minimalistes initiées avec The Song (2009) et 3Abschied (2010) mêlant intimement le travail sur le chant et les bruitages aux corps et leurs mouvements en s'orientant vers un « vocabulaire chorégraphique qui s'appuie sur des éléments très simples » afin de « dévoiler les chemins et les circuits qui traversent le corps et la pensée et qui les connectent ». Anne Teresa De Keersmaeker et le directeur musical Björn Schmelzer ont fait la sélection des pièces musicales retenues dans le Codex Chantilly et le Codex de Chypre, deux recueils majeurs de musique moyenâgeuse, autant sur des contraintes musicales que sur la nature religieuse, philosophique, ou historique des textes, notamment sur le Grand Schisme d'Occident ou le départ d'Avignon pour Rome du pape Grégoire XI ainsi que le thème de la lumière. Ensemble, ils décident que ces œuvres polyphoniques, qui doivent être jouées normalement par des instruments de musique, seront interprétées a capella à la fois par les chanteurs, mais aussi par les danseurs. En ce qui concerne la scénographie, la chorégraphe belge collabore une nouvelle fois avec la plasticienne Ann Veronica Janssens, avec laquelle elle avait conçu précédemment deux spectacles, en poussant encore plus sa tendance naturelle à l'épure de la mise en scène du « corps dansant connecté à la pensée » autour d'une « réflexion sur la lumière du jour, sa redistribution, et l'aveuglement ». Les premières répétitions de la pièce ont eu lieu à Avignon durant une semaine en juin.

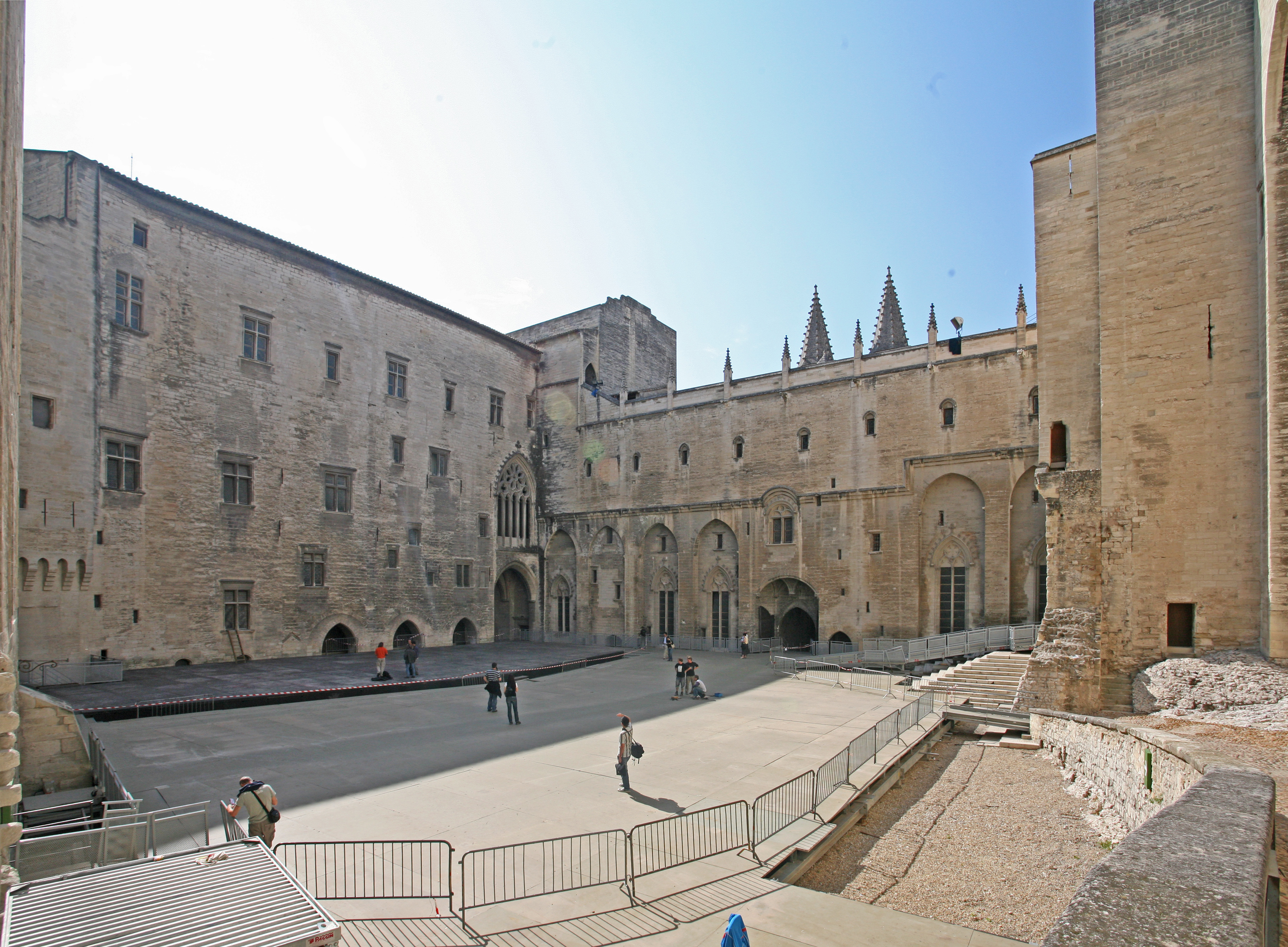
La cour d'Honneur du palais des Papes.

Les représentations, devant un public de 2 000 personnes à chaque fois, se sont déroulées sur quatre matinées du 16 au 19 juillet dans la cour d'Honneur du palais des Papes, dix-neuf ans après son premier passage dans le même lieu pour Mozart/Concert Aria's. Ce spectacle fut considéré avant même sa création comme l'un des « moments exceptionnels » du festival. En complément, la pièce séminale d'Anne Teresa De Keersmaeker datant de 1982, le duo Fase, est également programmée pour trois représentations du 24 au 26 juillet dans la cour du lycée Saint-Joseph d'Avignon dansée par la chorégraphe et Tale Dolven. Le spectacle part ensuite en tournée internationale en Europe durant la période 2011-2012.

## Présentation générale
La pièce s'ouvre dans la nuit presque totale par un homme qui court vers le public et pousse un cri. Il est nu, reprenant ainsi le dernier tableau de En atendant, et chante a cappella. Les autres interprètes, chanteurs et danseurs indistinctement mêlés, tous vêtus de noir et en baskets de couleurs vives, se répartissent dans l'espace du plateau, au centre duquel se devine un cercle de sable blanc, là où le premier volet du diptyque traçait une ligne de terre noire. Progressivement les danseurs dispersent de leurs mouvements ce cercle. Le groupe des danseurs interprètes ponctuellement les chants (une dizaine au total), avec les chanteurs de Graindelavoix — et en l'absence d'instrument contrairement à En atendant — qui eux-mêmes dansent des fragments de chorégraphies. Cette très grande proximité entre la danse et la musique, qui marque depuis toujours le travail de la chorégraphe, passe un palier supplémentaire dans cette pièce avec la fusion totale des danseurs et des chanteurs, dans leurs corps et leurs registres scéniques respectifs, comme d'une certaine manière De Keersmaeker avait tenté de le faire dans 3Abschied où elle-même en dansant s'adonnait au chant et invitait les musiciens au centre de la scène à participer à la chorégraphie.

Lors des représentations théâtrales dans différentes salles internationales, la lumière naturelle est remplacée par nécessité par une rangée de six néons blancs zénithaux qui s'allument progressivement un à un au fil du spectacle, laissant petit à petit deviner l'espace de la scène et les mouvements des danseurs, pour finir après environ 40 minutes de spectacle par laisser la place à un vif éclairage du plateau : 

« Il est impossible d'imiter le soleil, mais le principe d’aller de la lumière à la noirceur et de l’obscurité à la lumière s’obtient de façon extrêmement simple. Je crois que la version en plein air était plus poétique et que la version à l’intérieur est plus théâtrale et dramatique. »

— Anne-Teresa De Keersmaeker

## Accueil critique
Les critiques lors de la présentation à Avignon furent dans leur ensemble très positives bien qu'un peu plus retenues que pour En atendant soulignant toutes la fusion et l'épure radicale du spectacle,,,. La danse, la musique, et la scénographie utilisant l'aurore naissante furent remarquées pour leur « atmosphère épurée et fusionnelle » marquée par « une sobriété, [et] un dénuement qui servent le propos musical et chorégraphique » renforcée également par le fait que danseurs chantent et les chanteurs dansent jusqu'à ne plus nécessairement différencier les deux groupes. Le mauvais temps durant les trois jours ne permit toutefois pas de mettre en valeur l'ensemble de la scénographie avec notamment un panneau réflecteur qui, du fait d'absence de soleil, fut inutile à concentrer les rayons du soleil sur le visage d'un danseur,. Même sentiment pour Télérama pour qui « cette cérémonie dansée à l'aube mêle corps et voix dans la plus grande des fusions » et décrit Cesena comme une « expérience » regrettant cependant un peu « l'abondance des tableaux [qui] nuit légèrement à la densité de la proposition ». Pour La Croix, plus enthousiaste, cette œuvre « envoûte la cour d’honneur [... avec un] travail des corps [qui] épouse celui des voix pour une expérience esthétique et spirituelle » mettant l'accent sur la maitrise du temps par De Keersmaeker au cours duquel « le public suit l’évolution de ses propres perceptions façonnées par la lumière naissante » en une expérience proche du « recueillement ». Rosita Boisseau dans Le Monde juge que la pièce « possède l'allure et la beauté sidérante d'un astéroïde tombé par chance sur Avignon » et considère Cesena comme un « magistral exploit au livre de la Cour d'honneur » jugeant que l'« ampleur esthétique, [la] vision et [l']intelligence combinées, [de la pièce] et son corps polyphonique feront date ».
Moins enthousiaste, le journal La Provence juge que Cesena est « un voyage, singulier, austère, qui fait décoller, mais ne transporte pas au 7e ciel » bien que notant qu'avec le « Kyrie Eleison, le spectacle atteint son apogée »... Pour Le Figaro qui est le plus critique, cette pièce a fait « vœu de pauvreté, aux antipodes de la saisissante richesse d'En attendant » et ne repose que sur les chants et la beauté de la représentation dans la cour d'Honneur, craignant que lors de ses programmations dans les théâtres le résultat ne soit pas probant et que le spectateur « s'ennuie ». De fait, lors des représentations au Théâtre de la Ville en mai 2012, une partie du public quitta parfois la salle. En octobre 2013, le diptyque En atendant / Cesena est présenté à la Brooklyn Academy of Music à New York — notamment lors de représentations faites pour la première fois le même jour — où il reçoit globalement un bon accueil de la critique bien, qu'une fois encore, une partie du public fut réticent à la proposition scénographique du jeu sur l'obscurité et manifesta son mécontentement,.

## Fiche technique
- Chorégraphie : Anne Teresa De Keersmaeker
- Conception : Anne Teresa De Keersmaeker et Björn Schmelzer
- Danseurs à la création : Olalla Alemán, Haider Al Timimi, Bostjan Antoncic, Aron Blom, Carlos Garbin, Marie Goudot, Lieven Gouwy, David Hernandez, Matej Kejzar, Mikael Marklund, Tomàs Maxé, Julien Monty, Chrysa Parkinson, Marius Peterson, Michael Pomero, Albert Riera, Gabriel Schenker, Yves Van Handenhove, Sandy Williams
- Scénographie : Ann Veronica Janssens
- Musique : Compositions d'Ars subtilior (chants de Philippus de Caserta, Johannes Ciconia, Jean Hanelle et anonymes) par les musiciens de l'ensemble Graindelavoix dirigé par Björn Schmelzer.

- Costumes : Anne-Catherine Kunz
- Production : Compagnie Rosas avec le Festival d'Avignon, La Monnaie de Bruxelles, le Théâtre de la Ville de Paris, le Grand Théâtre de Luxembourg et le Concertgebouw de Bruges, Festival Oude Muziek d'Utrecht, deSingel, et  Guimarães 2012
- Durée : environ 120 minutes
- Première : 16 juillet 2011 dans la cour d'Honneur du palais des Papes à Avignon dans le cadre du festival
- Représentations : environ 70[22]
- Diffusions télévisées : 31 juillet 2012 et 16 juillet 2014 sur France 2

### Filmographie et discographie
- Cesena, par Olivia Rochette et Gerard-Jan Claes, captation de la représentation du 16 juillet 2011 à Avignon, La Compagnie des Indes, 2012.
- Cesena, Songs for Popes, Princes, and Mercenaries par l'ensemble Graindelavoix dirigé par Bjorn Schmelzer, label Platinum, 2012.